# Mitra (nakrycie głowy)

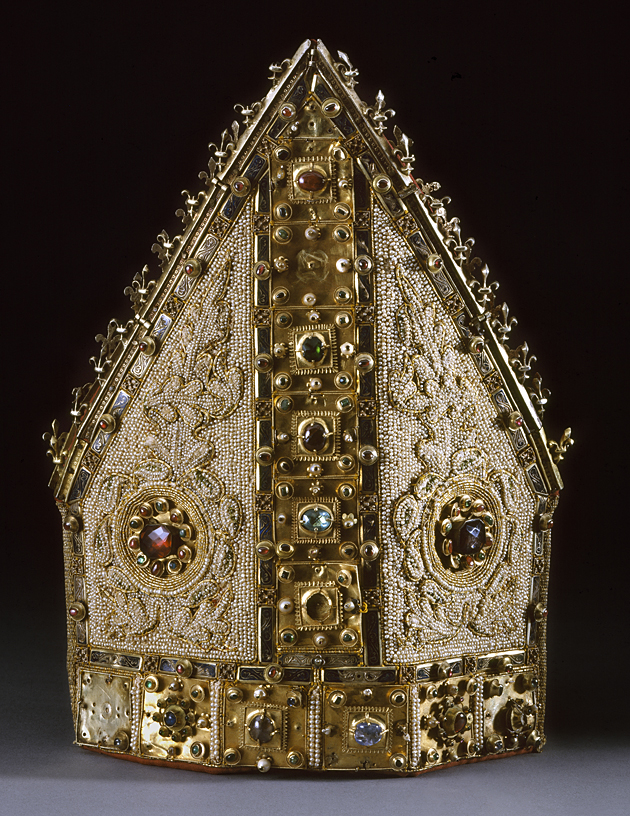
Mitra łacińska

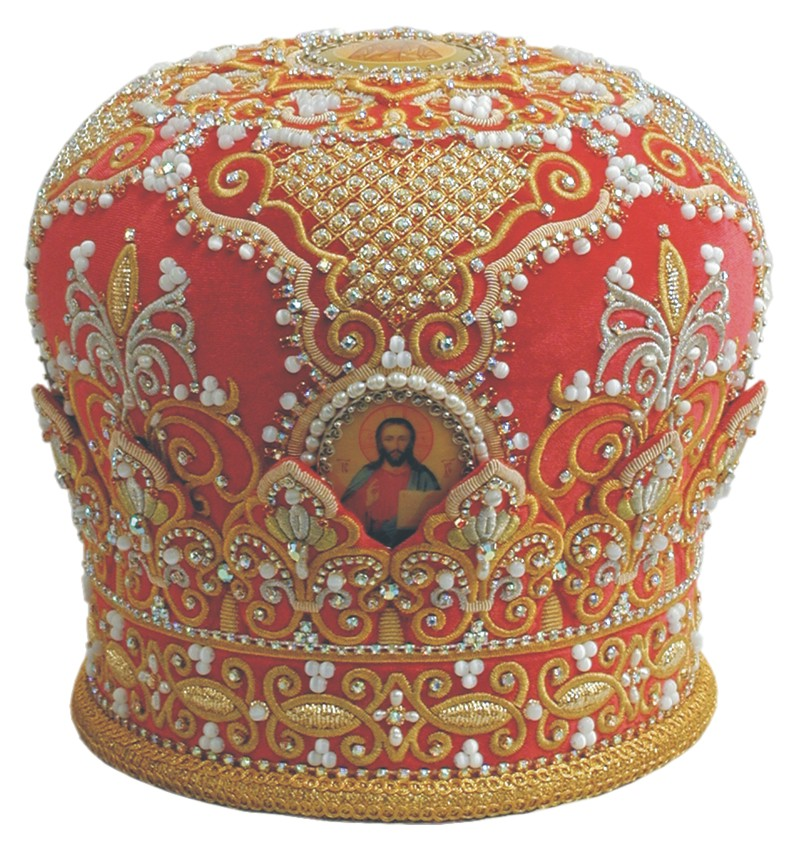
Mitra bizantyńska

Mitra (z łac. przepaska na głowę, turban, inaczej infuła) – wysokie liturgiczne nakrycie głowy i znak godności chrześcijańskich dostojników kościelnych – biskupów, kardynałów, opatów, infułatów oraz archimandrytów, noszone podczas pełnienia czynności liturgicznych.

## Historia mitry

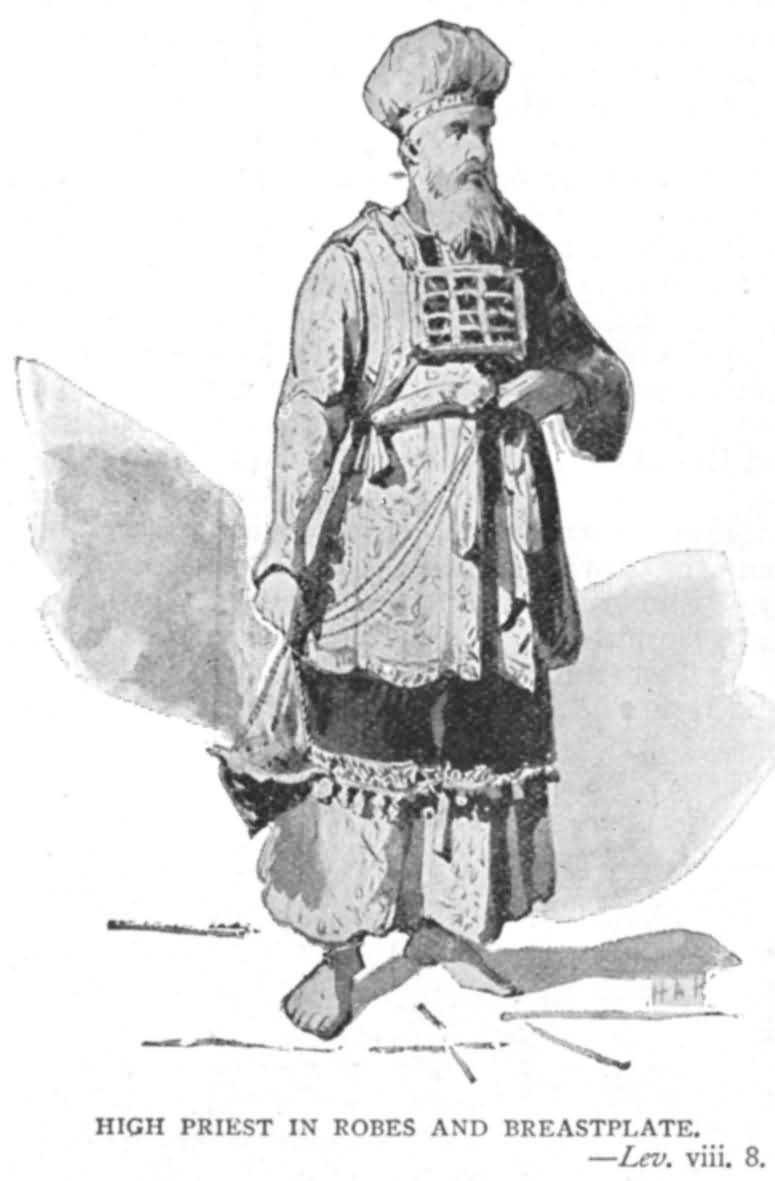
Arcykapłan żydowski

Nazwa ceremonialnego nakrycia głowy biskupów, mitra, jest pochodzenia starożytnego. Jeszcze w czasach przedchrześcijańskich określano tym terminem każde nakrycie głowy. Natomiast łaciński wyraz infula, który pierwotnie oznaczał opaskę, noszoną głównie przez kapłanów i westalki, został przyjęty w Kościele Katolickim i Kościołach wschodnich dopiero w średniowieczu i to nie w księgach liturgicznych, lecz w mowie potocznej.
Zasadnicza forma szat duchowieństwa chrześcijańskiego została wypracowana w pierwszych wiekach po Chrystusie. Wzory czerpano głównie z szat kapłanów klasycznego Rzymu, ale także z szat kapłańskich Starego Przymierza. Właśnie dla odróżnienia od prezbiterów, biskupi przyjęli nakrycie głowy podobne do tego, którego w religii mojżeszowej używał arcykapłan. Była to ozdobna przepaska noszona na głowie. Brak jest szczegółowych relacji, jak wyglądało wówczas owo nakrycie głowy. Mogła być to zarówno złota obręcz, jak i przepaska na czoło, czy też zakrywająca głowę. Z pewnością ówczesne mitry nie były używane wszędzie i przez wszystkich biskupów. Także wyglądem odbiegały od infuł średniowiecznych, czy też współczesnych.
Pierwowzorem tiary oraz mitry w jej obecnej formie mógł być camelaucum (gr. καμιλαύκιον, kamiławka). Było to nakrycie głowy urzędników Cesarstwa Bizantyjskiego. W późnym okresie imperium stał się formą korony, używaną przez cesarzy bizantyjskich i wysokich dostojników państwowych.
W Rzymie mitra była w użyciu od początków chrześcijaństwa, poza Wiecznym Miastem zaś weszła do użytku około roku 1000. Pierwsze zapiski o używaniu mitry przez biskupów znajdują się w papieskiej bulli Leona IX z roku 1049. Od 1150 jej użycie rozprzestrzeniło się na wszystkie zachodnie prowincje kościelne.
Papież Aleksander II (1061-1073) jako pierwszy nadał prawo noszenia mitry prezbiterowi – opatowi klasztoru św. Augustyna w Canterbury. Urban II pozwolił na to samo opatowi Cluny.

## Mitra we współczesnym chrześcijaństwie

### Zachód

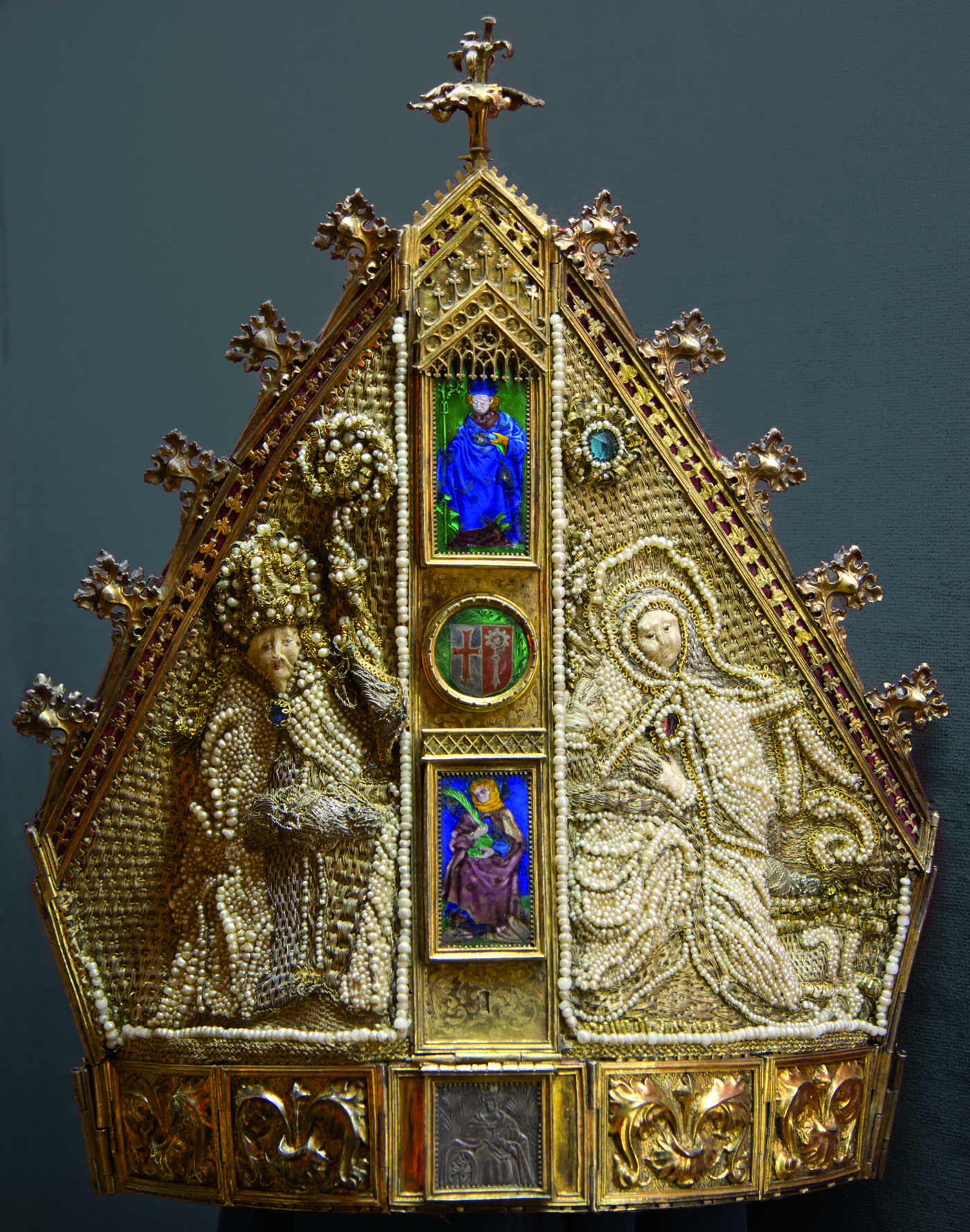
Mitra używana w Kościele rzymskokatolickim

Na Zachodzie mitra ma formę wydłużonej czapki, składającej się z dwóch wysokich, połączonych ze sobą trójkątów (cornua), z opadającymi z tyłu dwiema wstążkami (vittae). Często nazywana jest ona także infułą.

#### Kościół rzymskokatolicki

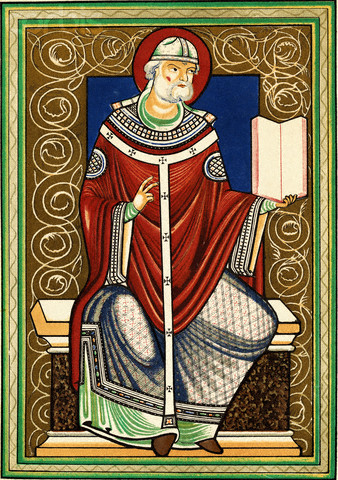
Papież Grzegorz Wielki

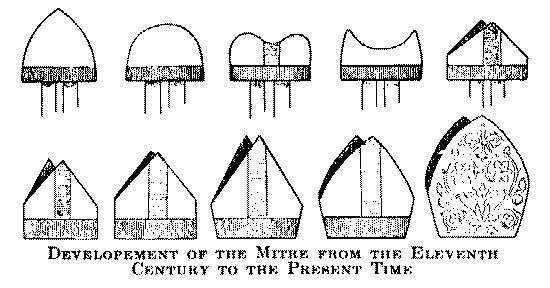
Kolejne etapy powstawania współczesnej formy mitry

W Kościele katolickim prawo noszenia mitry posiadają biskupi, opaci, oraz za zgodą papieża kardynałowie, którzy nie przyjęli sakry biskupiej.
Niegdyś także inni prałaci, na mocy specjalnych przywilejów, mogli używać mitry. Obecnie protonotariusze apostolscy, tzw. infułaci, dość często używają mitry simplex, lecz współcześnie obowiązujące przepisy liturgiczne tego nie przewidują.
Obecnie nie praktykuje się także podziału na opatów uhonorowanych mitrą i tych, którzy nie mogą jej używać.
Niegdyś w obrządku łacińskim precyzyjnie rozróżniano trzy rodzaje infuł:
- pretiosa (drogocenna) – dawniej wykonana z materii jedwabnej, haftowana złotem lub srebrem i ozdobiona szlachetnymi kamieniami lub blachami ze złota lub srebra
- auriphrygiata (złotem haftowana) – gładka, z niewielkimi haftami wykonanymi ze złota, nie zdobiona cennymi kamieniami, lecz ewentualnie perłami
- simplex – wykonana z białego adamaszku lub innej tkaniny jedwabnej, albo nawet białego płótna, bez haftów, z czerwonymi frędzlami u wstążek, nie posiada dodatkowych zdobień; zwyczajowo używana na pogrzebach, podczas liturgii Wielkiego Piątku, przez kardynałów w obecności papieża oraz przez koncelebransów mszy świętej.

Ceremoniał biskupów w najnowszym wydaniu nie przewiduje takiego podziału. Współczesne mitry coraz częściej wykonuje się w kolorze liturgicznym, wskazanym dla danej celebracji.
Gdy w czasie liturgii biskup w danej chwili nie używa infuły, jeden z insygniarzy – ministrant mitry, przytrzymuje ją przez welon naramienny. Welon oprócz funkcji estetycznej ma także funkcję praktyczną – chroni szlachetną tkaninę przed niszczącym działaniem potu.
Mitrę i pastorał podaje biskupowi i odbiera odeń jego kapelan, diakon lub ceremoniarz.

#### Kościoły tradycji reformacyjnej
We Wspólnocie Anglikańskiej mitra wyszła z użycia w okresie reformacji, lecz przywrócono ją na przełomie XIX i XX wieku pod wpływem ruchu oksfordzkiego. Obecnie jest używana przez większość hierarchów Wspólnoty anglikańskiej. Mitrę noszą także niektórzy z biskupów luterańskich.

### Wschód

#### Tradycja bizantyjska
Mitry w Kościołach wschodnich są wzorowane na koronach władców bizantyjskich z okresu późnego cesarstwa. Są także wzorowane na camelaucum i świeckich nakryciach głowy z czasów późniejszych. Zapewne nie były używane przez biskupów aż do upadku Konstantynopola (1453).
Wschodnie mitry mają kształt bulwiastej, całkowicie zamkniętej korony. Są wykonane z brokatu, adamaszku, lub złotej tkaniny. Mogą być również haftowane i często są bogato zdobione klejnotami.
Zazwyczaj dołączone są do nich cztery ikony (często są to wizerunki: Chrystusa, Bogurodzicy, Jana Chrzciciela i krzyża chrześcijańskiego, który biskup całuje przed włożeniem mitry). Wschodnie mitry są zazwyczaj złote, ale mogą być też wykonane w kolorach liturgicznych.
Korzystanie z mitry jest prerogatywą biskupów, ale mogą być przyznawane archiprezbiterom, protoprezbiterom i archimandrytom (duchownego nagrodzonego prawem noszenia mitry nazywa się mitrofornym lub mitratem). Infuła kapłańska jest przyznawana według uznania synodu biskupów. W Polskim Autokefalicznym Kościele Prawosławnym przyznaje się ją zwykle jako nagrodę po 25 – 30 latach prezbiteratu.  Na szczycie mitry biskupiej jest stojący krzyż, zaś mitry przyznane kapłanom mają krzyż umieszczony płasko. Czasami zamiast krzyża, na szczycie mitry może być umieszczona ikona.
Szczególnym typem mitry wschodniej jest tzw. mitra-korona, której dolny otok ma postać zębatej korony z tradycyjnie 12 listkami. Do XVIII w. był to podstawowy typ mitry, obecnie prawo jej używania mają tylko niektórzy patriarchowie (m.in. aleksandryjski, konstantynopolitański i gruziński).

#### Tradycja koptyjska
W przeszłości, koptyjscy biskupi nosili ballin, omoforion owinięty wokół głowy jak zawój. Koptyjski Patriarcha Aleksandrii często nosi infułę w stylu wschodnim. Biskupi używają zarówno mitr zachodnich, jak i wschodnich. Koptyjscy kapłani często noszą infuły, podobne do mitr biskupów zachodnich.

#### Tradycja syryjska
Biskupi Syryjskiego Kościoła Prawosławnego przy sprawowaniu Boskiej liturgii noszą maşnaphto (dosłownie "turban") Jest to duży, bogato haftowany kaptur, często ukazujący Ducha Świętego jako gołębicę.

#### Tradycja ormiańska
Biskupi Cerkwi Ormiańskiej noszą wysokie i wyraźnie stożkowate mitry w stylu zachodnim. Zasadnicza różnica polega na tym, że w mitrze ormiańskiej przednia i tylna część są połączone także na czubku. Ormiańscy kapłani zwyczajowo noszą mitry w stylu wschodnim. Na niektóre uroczyste okazje ormiańscy diakoni także je wkładają, lecz mitra diakona jest nieco węższa niż kapłańska.

#### Tradycja asyryjska
Biskupi Asyryjskiego Kościoła Wschodu noszą mitry podobne do mitry greckiej zwane kapila, zwieńczone krzyżem, jednak bez ikon, którym ten kościół nie oddaje czci i nie umieszcza ich w swoich świątyniach.

## Galeria

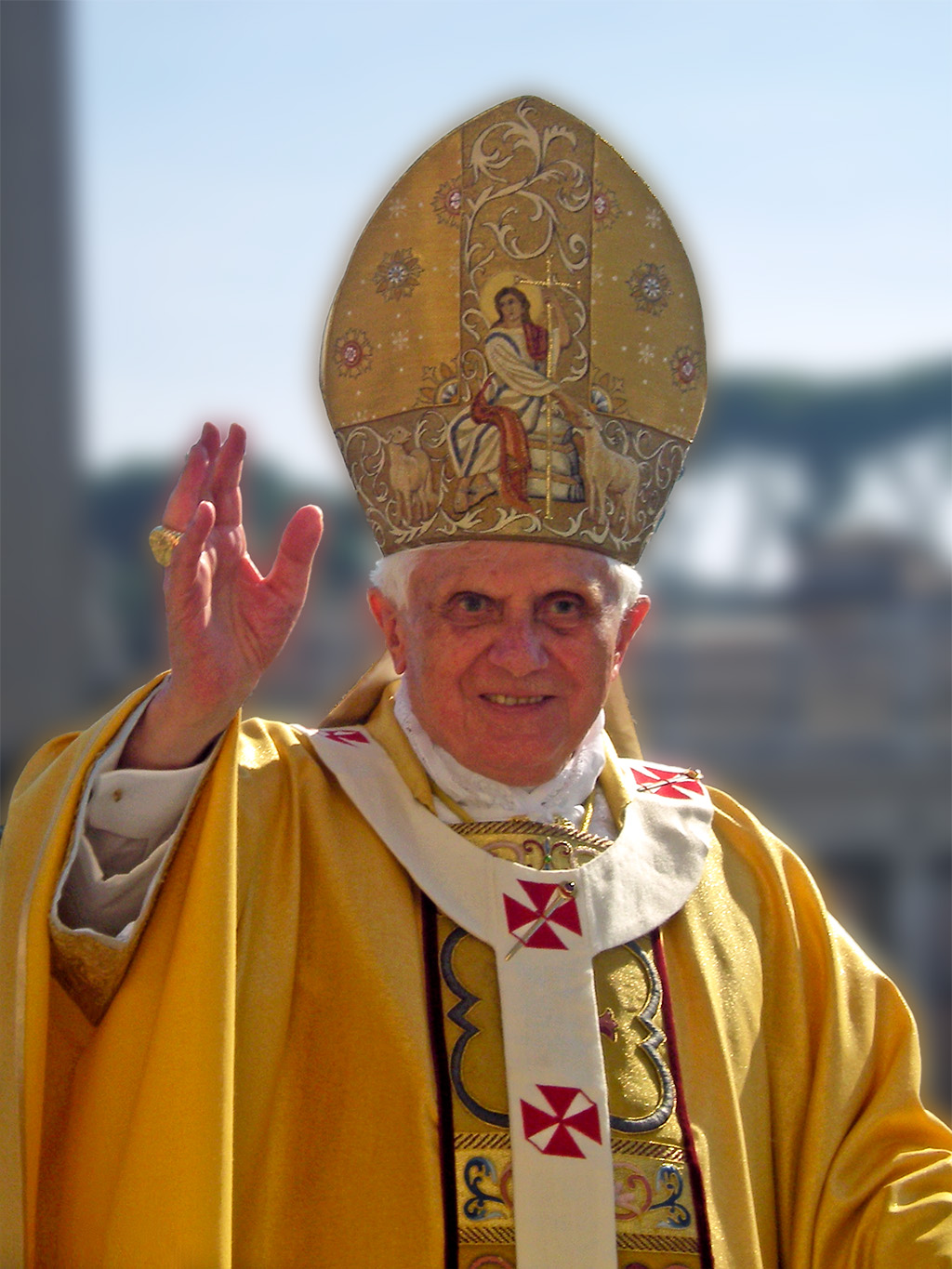
Papież Benedykt XVI w mitrze
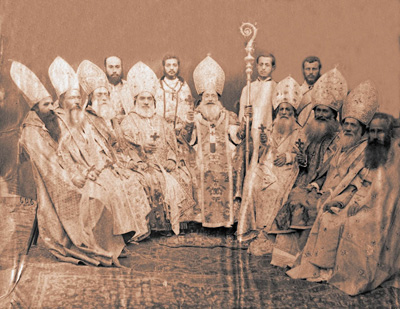
Biskupi Apostolskiego Kościoła Ormiańskiego
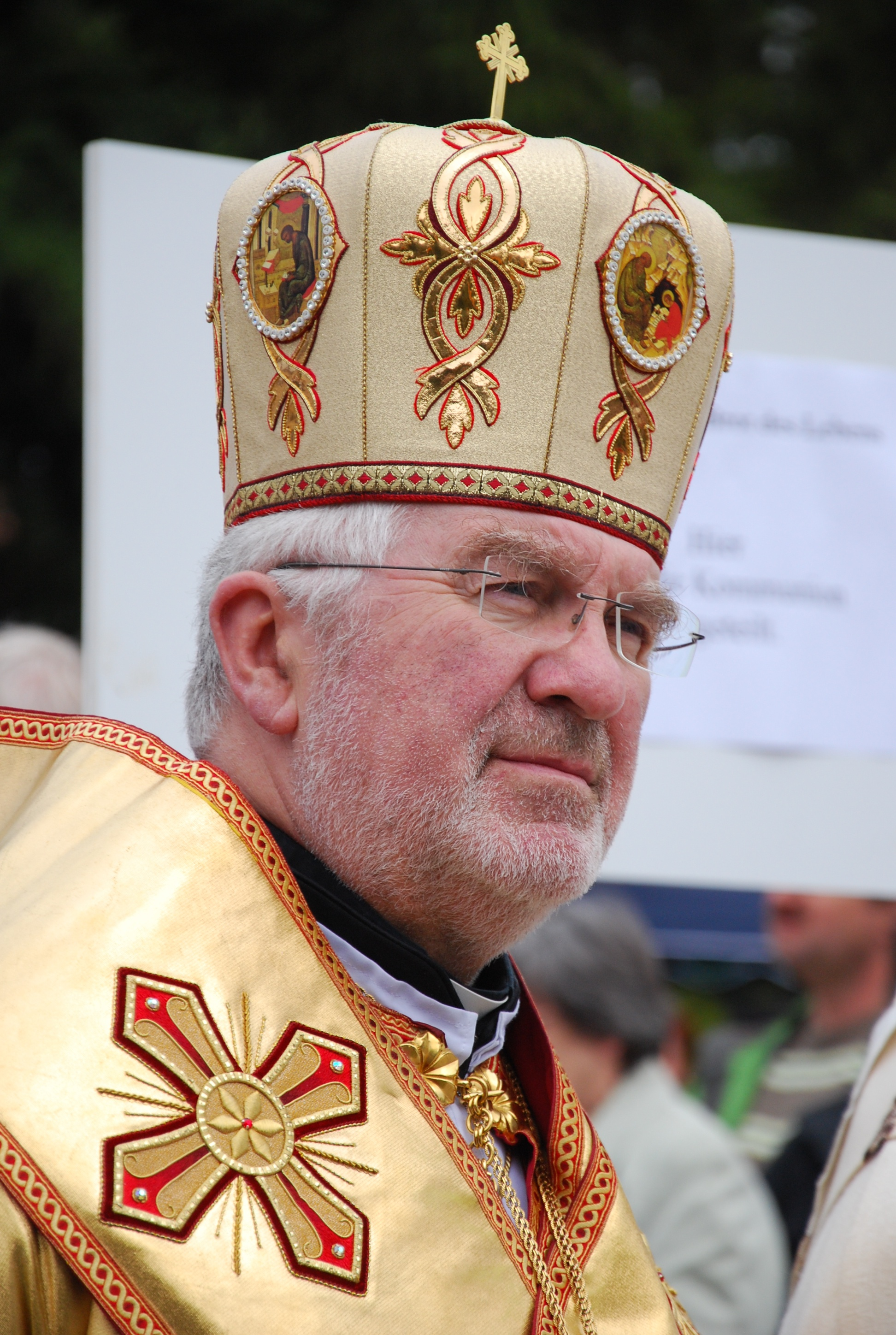
Biskup katolicki obrządku wschodniego w mitrze
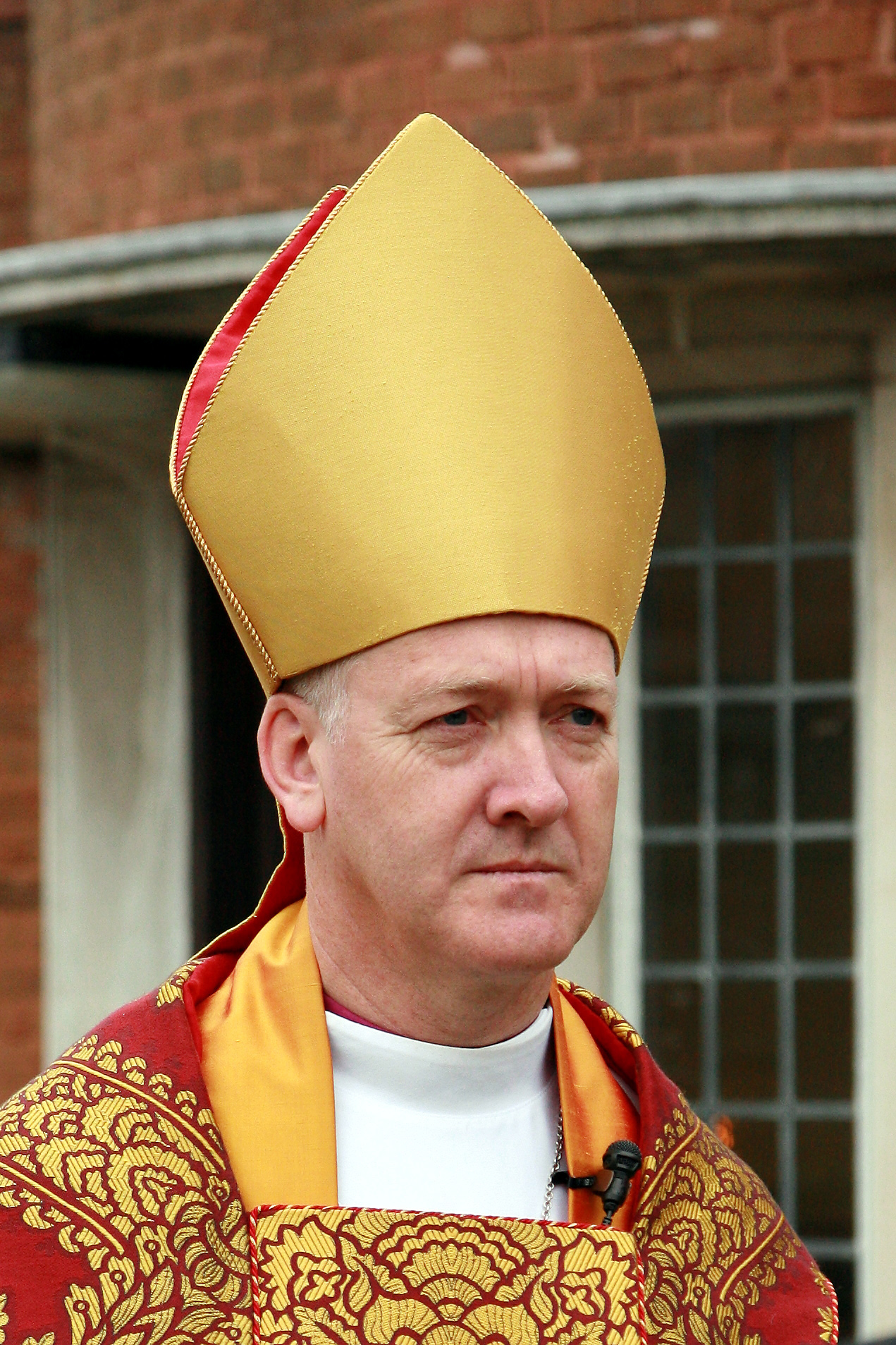
Anglikański hierarcha w mitrze
Mitra w herbie papieża Franciszka.
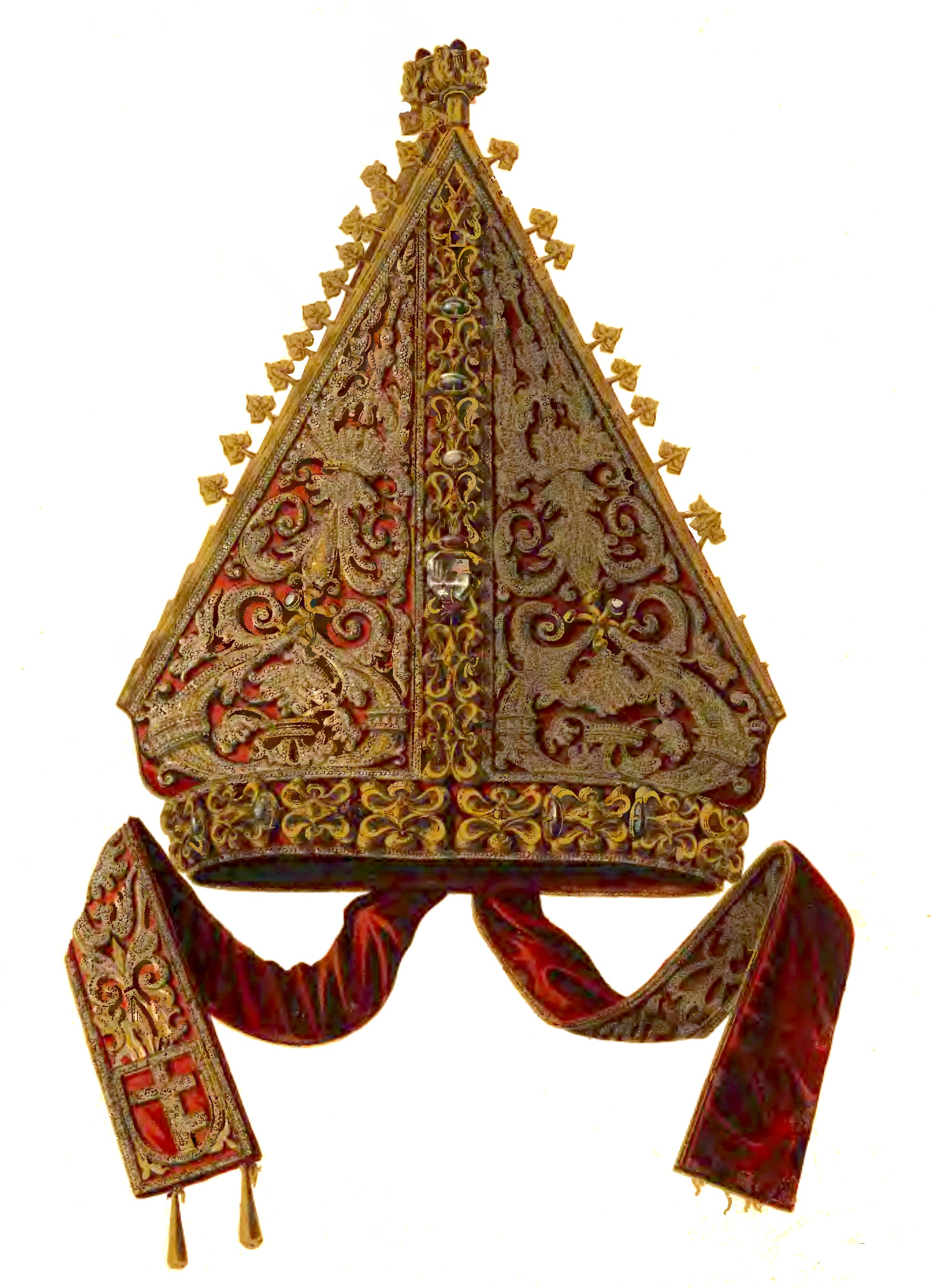
Infuła biskupa krakowskiego Tomasza Strzępińskiego
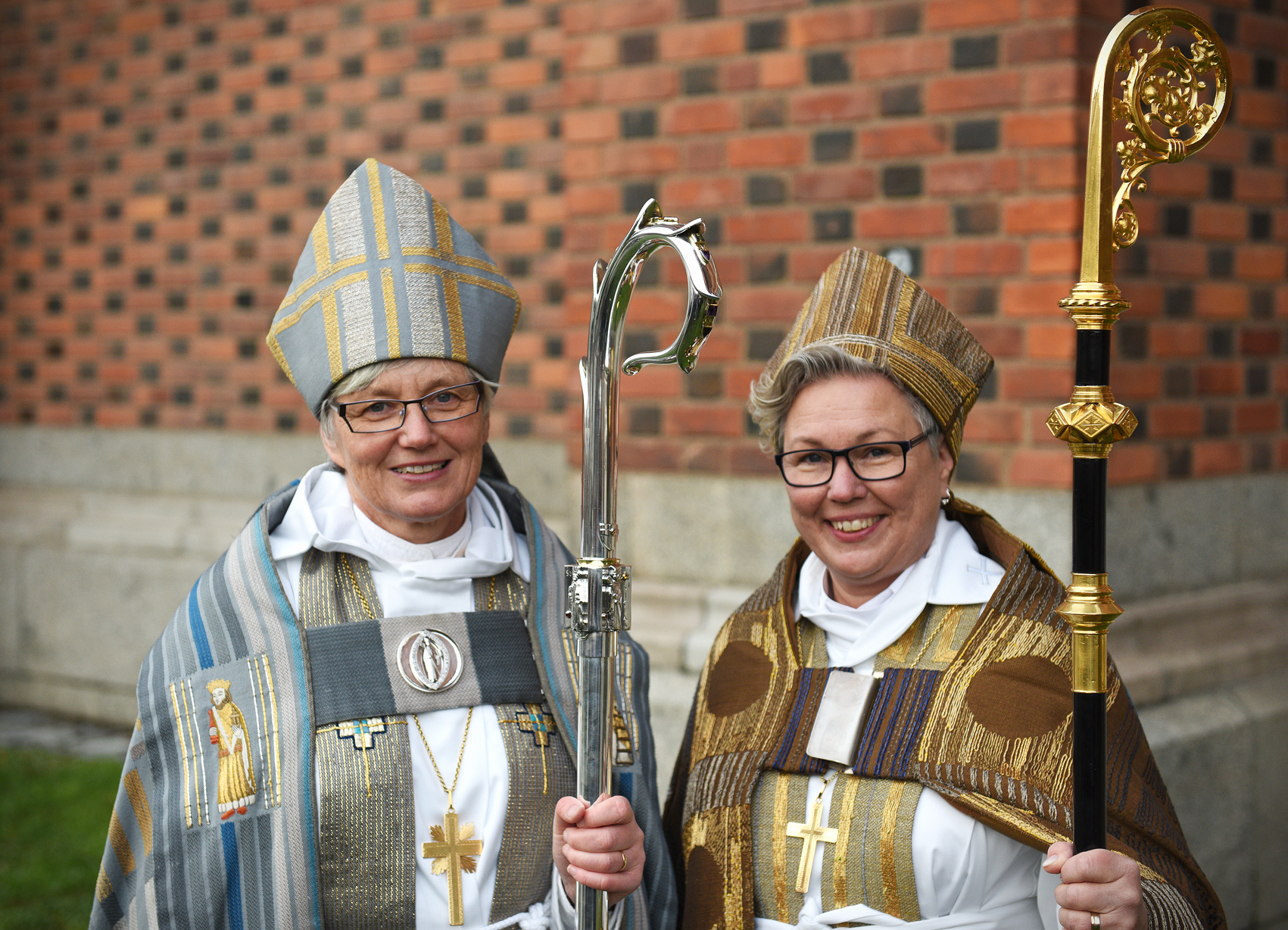
Abp Antje Jackelén (z lewej) w mitrze
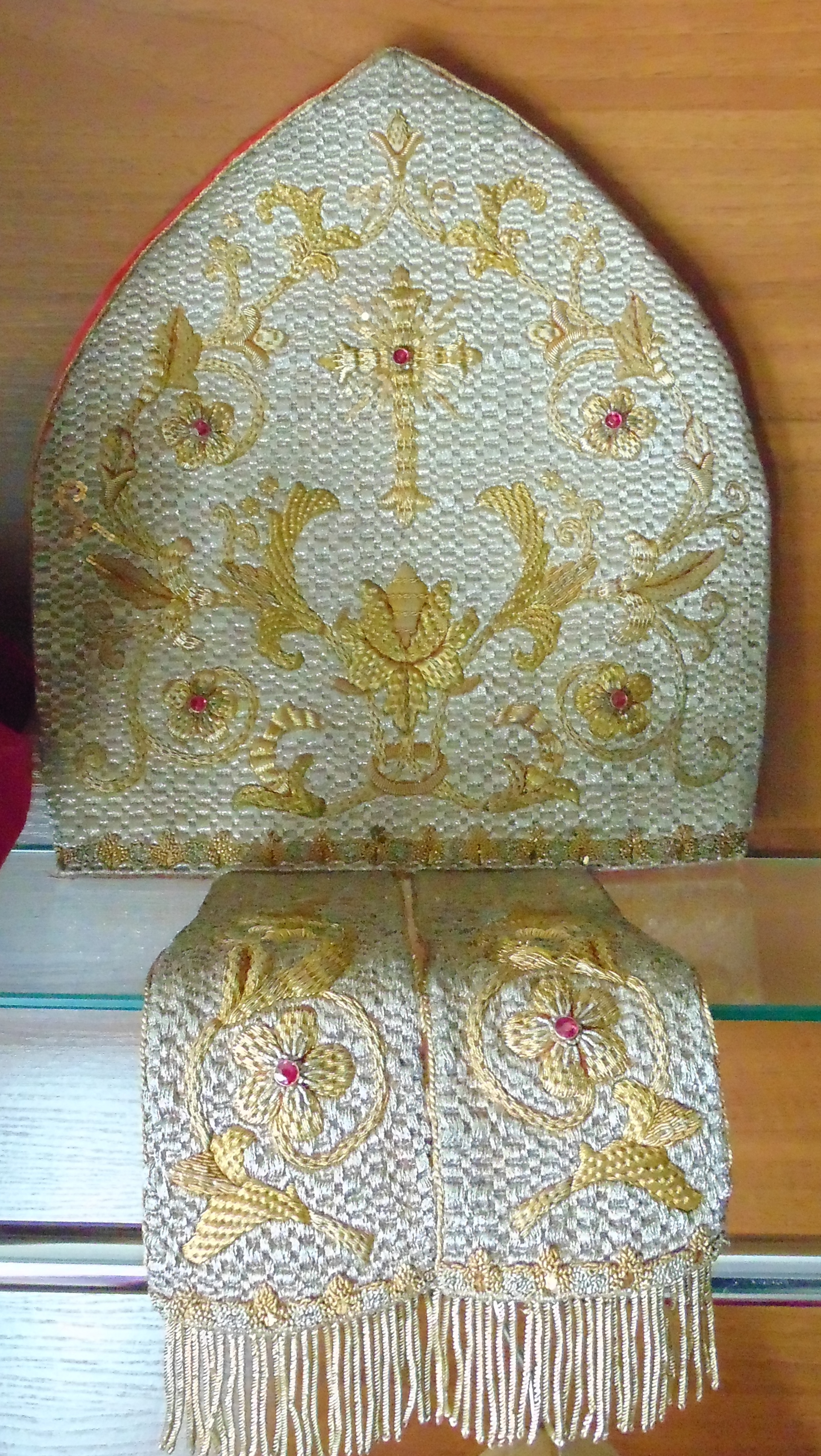
Mitra i stuła biskupa Józefa Gucwy

## Inne znaczenia
Mitrą nazywamy także czterodzielną koronę bez metalowej obręczy, obszytą gronostajowym futrem. Jej przykładem jest kapelusz elektorski, korona fürsta i oznaki godności kniaziów litewsko-ruskich.